# Веригинский сельский округ
Веригинский сельский округ — упразднённая административно-территориальная единица, существовавшая на территории Сергиево-Посадского района Московской области в 1994—2006 годах.
Веригинский сельсовет был образован в первые годы советской власти. По данным 1922 года он входил в состав Федорцевской волости Сергиевского уезда Московской губернии.
По данным 1926 года в состав сельсовета входили деревни Веригино, Меркурьево и Юрцово.
В 1929 году Веригинский с/с был отнесён к Константиновскому району Кимрского округа Московской области.
17 июля 1939 года к Веригинскому с/с был присоединён Шепелевский с/с (селения Снятинка, Шепелево и посёлок завода № 1), а также селение Строилово упразднённого Полубарского с/с.
22 июня 1954 года из Заболотьевского с/с в Веригинский были переданы селения Демидово, Макарово, Морозово и Полубарское.
7 декабря 1957 года Константиновский район был упразднён и Веригинский с/с был передан в Загорский район.
30 декабря 1959 года к Веригинскому с/с был присоединён Заболотьевский с/с.
1 февраля 1963 года Загорский район был упразднён и Веригинский с/с вошёл в Мытищинский сельский район. 11 января 1965 года Веригинский с/с был возвращён в восстановленный Загорский район.
30 мая 1978 года в Веригинском с/с было упразднено селение Болебатино.
23 июня 1988 года в Веригинском с/с была упразднена деревня Смолино.
16 сентября 1991 года Загорский район был переименован в Сергиево-Посадский.
3 февраля 1994 года Веригинский с/с был преобразован в Веригинский сельский округ.
В ходе муниципальной реформы 2005 года Веригинский сельский округ прекратил своё существование как муниципальная единица. При этом все его населённые пункты были переданы в сельское поселение Селковское.
29 ноября 2006 года Веригинский сельский округ исключён из учётных данных административно-территориальных и территориальных единиц Московской области.